# Sniżkiw
Sniżkiw (ukr. Сніжків) – wieś na Ukrainie, w obwodzie charkowskim, w rejonie bogoduchowskim. W 2001 liczyła 1594 mieszkańców, spośród których 1521 posługiwało się językiem ukraińskim, 67 rosyjskim, 1 bułgarskim, 2 białoruskim, a 3 ormiańskim.